# Cratere Felix
Felix è un cratere lunare di 1,45 km situato nella parte nord-occidentale della faccia visibile della Luna.